# 佐尼奥
佐尼奥是意大利伦巴第大区贝加莫省的一个镇，距离省府贝加莫约11公里。